# Markus Neumayr
Markus Neumayr (Aschaffenburg, 26 maart 1986) is een Duits voetballer. Hij verruilde in 2013 AC Bellinzona voor FC Vaduz.
Na voor de jeugdploeg van SpVgg Hösbach, Viktoria Aschaffenburg en Eintracht Frankfurt te hebben gespeeld werd Neumayr in 2003 getransfereerd naar Manchester United. Een jaar later speelde hij er bij de reserven om er in 2005 een profcontract te tekenen. Hij kon nooit doorstoten tot het eerste team en werd in 2006 naar MSV Duisburg getransfereerd.
In het seizoen 2008-2009 speelde Neumayr voor Zulte Waregem. Hij tekende er een contract tot 2010. Na een conflict met de trainer verliet hij de club met de jaarwisseling 2008-2009. Hierna speelde hij anderhalf seizoen voor Rot-Weiss Essen en een half jaar bij Wacker Burghausen vooraleer in Zwitserland te belanden. Na een korte passage bij FC Thun speelde hij twee seizoenen voor AC Bellinzona. In juni 2013 tekende hij bij de Liechtensteinse club FC Vaduz.
1 Köse ·
4 Omeruo ·
6 Sadiku ·
7 Trézéguet ·
8 Pavelka ·
9 Koita ·
10 Mbaye ·
11 Eduok ·
13 Ben Youssef ·
14 Etoundi ·
15 Murillo ·
18 Bilal ·
19 Kaya ·
20 Ildız ·
22 Ural ·26 Depe ·29 Göçmen ·
31 Veigneau ·
34 Birniçan ·
43 Mensah ·
53 Yaşar ·55 Yıldız ·58 Demir ·
77 Neumayr ·
88 Sarı  ·
90 Popov ·
96 Turan ·
Çetinkaya ·
Dıraga ·
Hazırcı ·
Kaya ·
Sarı ·
Coach: Özdeş